# Mirko Palazzi
Mirko Palazzi (ur. 21 marca 1987 w Rimini) – sanmaryński piłkarz włoskiego pochodzenia występujący na pozycji obrońcy w SP Tre Penne oraz w reprezentacji San Marino.

## Kariera klubowa
Wychowanek klubu Rimini Calcio z rodzinnego miasta Rimini, gdzie przeszedł przez wszystkie szczeble juniorskie. W sezonie 2004/05 włączono go do kadry pierwszego zespołu rywalizującego w Serie C1. W barwach Rimini nie zaliczył on żadnego meczu ligowego, występując jedynie w rozgrywkach Pucharu Włoch. Od 2006 roku wypożyczano go kolejno do: US Castelnuovo, AC Bellaria Igea Marina, ASD Verucchio oraz sanmaryńskiego klubu SP Tre Penne.
3 października 2009 w barwach Tre Penne zadebiutował w Campionato Sammarinese w wygranym 2:1 meczu z SP Tre Fiori. W lipcu 2010 roku wystąpił w kwalifikacjach Ligi Europy 2009/10 w dwumeczu ze Zrinjskim Mostar (1:4, 2:9), strzelając 2 gole w spotkaniu rewanżowym W połowie 2010 roku rozpoczął grę w utworzonym w miejsce zbankrutowanego Rimini Calcio klubie AC Rimini 1912. Tam po wygraniu play-off w sezonie 2010/11 awansował do Lega Pro Seconda Divisione, gdzie grał przez kolejne 2 lata. W sezonie 2013/14 był zawodnikiem Cosenzy Calcio (Lega Pro Seconda Divisione).
We wrześniu 2014 roku Palazzi zaliczył 2 występy w SP Tre Penne. W tym samym miesiącu podpisał kontrakt z San Marino Calcio, gdzie zanotował 8 spotkań i po sezonie 2014/15 spadł z Lega Pro Prima Divisione. Jesienią 2015 roku przez krótki okres był graczem SP Tre Penne, skąd w październiku przeszedł do włoskiego AS Gualdo Casacastalda. W rundzie wiosennej sezonu 2015/16 występował on jednocześnie w AS Gualdo Casacastalda, z którym spadł z Serie D oraz w SP Tre Penne, z którym wywalczył mistrzostwo San Marino. Od sezonu 2016/17 grał wyłącznie w Tre Penne, z którym zdobył Puchar (2016/17) oraz dwukrotnie Superpuchar San Marino (2016, 2017).
Latem 2017 roku Palazzi przeniósł się do klubu ASD Barbara Calcio, z którym po sezonie 2017/18 spadł z Eccellenzy. W marcu 2018 roku ponownie rozpoczął występy w SP Tre Penne.

## Kariera reprezentacyjna
W 2004 roku występował w reprezentacji San Marino U-19. Rok później zanotował 2 spotkania w kadrze San Marino U-21.
8 października 2005 zadebiutował w reprezentacji San Marino w meczu przeciwko Bośni i Hercegowinie (0:3) w Zenicy w ramach eliminacji Mistrzostw Świata 2006. W latach 2006−2012 nie mógł występować w drużynie narodowej z powodu anulowania przyznanego mu wcześniej obywatelstwa San Marino. 4 września 2017 zdobył pierwszą bramkę dla reprezentacji w przegranym 1:5 spotkaniu z Azerbejdżanem w kwalifikacjach Mistrzostw Świata 2018.

### Bramki w reprezentacji
| Lp. | Data            | Miejsce             | Przeciwnik  | Bramka | Rezultat | Ranga meczu                       |
| --- | --------------- | ------------------- | ----------- | ------ | -------- | --------------------------------- |
| 1.  | 4 września 2017 | Bakcell Arena, Baku | Azerbejdżan | 1:4    | 1:5      | Eliminacje Mistrzostw Świata 2018 |

## Życie prywatne
Syn Sanmarynki oraz pochodzącego z Rimini Włocha. W 2006 roku odebrano mu obywatelstwo z powodu niespełnienia kryterium rezydencji w San Marino. W czerwcu 2012 roku, po zmianie przepisów, odzyskał paszport.

## Sukcesy

### Zespołowe
SP Tre Penne
- mistrzostwo San Marino: 2015/16, 2018/19
- Puchar San Marino: 2016/17
- Superpuchar San Marino: 2016, 2017

### Indywidualne
- Pallone di Cristallo: 2010[14]